# 中村四郎 (内務官僚)
中村 四郎（なかむら しろう、1895年（明治28年）11月12日 - 1989年（平成元年）2月3日）は、日本の内務・警察官僚。官選徳島県知事。

## 経歴
鹿児島県肝属郡新城村（現在の垂水市）新城で、中村思無邪の四男として生まれた。鹿児島県立第一鹿児島中学校を経て、1918年7月、第七高等学校造士館第一部甲類（英法）を卒業。1920年10月、文官高等試験行政科試験に合格。1921年4月、東京帝国大学法学部政治学科を卒業。同年8月、内務省に入省し三重県属、内務部地方課勤務となる。同年12月、休職し一年志願兵として歩兵第23連隊に入隊。1922年11月に満期除隊。
1923年4月、三重県内務部学務課兼社寺兵事課兼農商課勤務となる。以後、長崎県警視、長崎県警察部外事課長、長崎県理事官、同内務部教育課長、同内務部商工水産課長兼社会課長、静岡県内務部地方課勤務兼学務部教育課長、同内務部庶務課長兼都市計画課長、同知事官房秘書課長兼文書課長、神奈川県内務部庶務課長、高知県書記官・警察部長などを歴任。1932年6月、香川県書記官・警察部長に就任。同年8月、厚東篤太郎第11師団長に対して、部下の警察官侮辱の言動を改めさせるよう申し入れを行う。
1935年1月、警視庁衛生部長に就任。1937年2月、林内閣が成立すると林銑十郎内閣総理大臣秘書官兼内務書記官警保局勤務となる。同年5月、林内閣が総辞職し、翌月、内務書記官兼造神宮主事、神社局総務課長に就任。同年9月、召集を受け陸軍主計少尉・陸軍赤羽被服廠勤務となる。1938年10月、召集解除となり神社局に復帰。1939年3月、外務省書記官を兼務し同省東亜局第三課に属して外地の神社行政を担った。1940年4月、東京府書記官・総務部長に転任。
1940年12月、徳島県知事に就任。戦時体制の整備に尽力。大政翼賛会徳島県支部が設立され支部長に就任。1941年5月、皇居の警護・消防・防空を一体化するため皇宮警察を改組して新設された宮内省警衛局長に転じた。1944年10月、宮内省主馬頭に転任。1945年9月、主馬頭を辞任し退官した。
その後、学校法人國學院大學理事、同常任顧問、三愛石油 (株) 常任監査役、鹿児島奨学会理事長などを歴任した。晩年には故郷の垂水市に1億円を寄附し、この寄附金を基に垂水市立図書館が設立されている。

## 栄典
勲章等
- 1940年（昭和15年）8月15日 - 紀元二千六百年祝典記念章[12]

外国勲章佩用允許
- 1941年（昭和16年）12月9日
  - 満州帝国：勲四位桂国章[13]
  - 満州帝国：建国神廟創建記念章[13]